# استخبارات المصادر المفتوحة
استخبارات المصادر المفتوحة (بالإنجليزية OSINT) وهو دمج للحروف الأولى من Open-Source Intelligence  تشير إلى عملية جمع وتقييم وتحليل المعلومات المتاحة للعامة بشكل منهجي ومن مصادر مفتوحة، بهدف إنتاج معلومات استخباراتية قابلة للتنفيذ. بعض هذه المصادر تشمل وسائل الإعلام التقليدية مثل الصحف والإذاعة والتلفزيون، والمنشورات الحكومية، والأبحاث الأكاديمية، وقواعد البيانات التجارية، والمواقع الإلكترونية العامة، ومنصات التواصل الاجتماعي، وبيانات المواقع الجغرافية، والمعلومات الفنية الخاصة بالبنية التحتية. يتم استخدام استخبارات المصادر المفتوحة في مجموعة واسعة من القطاعات، بما في ذلك الأمن القومي، وإنفاذ القانون، والاستخبارات التجارية، والصحافة، والمساعدات الإنسانية، والبحث الأكاديمي. علما انها تختلف عن البرامج مفتوحة المصدر في البرمجة

وتساهم هذه الاستخبارات في دعم اتخاذ القرار من خلال تقديم بيانات ومعلومات دقيقة ومؤكدة ومناسبة في الوقت المناسب، يتم استخلاصها من معلومات مشروعة وغير سرية. وعلى خلاف أنواع الاستخبارات الأخرى مثل الاستخبارات البشرية (HUMINT)، أو استخبارات الإشارات (SIGINT)، أو استخبارات الصور (IMINT)، فإن OSINT لا تعتمد على وسائل سرية أو مغلقة لجمع المعلومات، بل تستند إلى معلومات متاحة للعامة يمكن الوصول إليها بشكل قانوني، في الغالب عبر القنوات الرقمية، وإن كانت الوثائق المطبوعة والبث التقليدي لا تزال تعتبر مصادر صالحة كذلك.

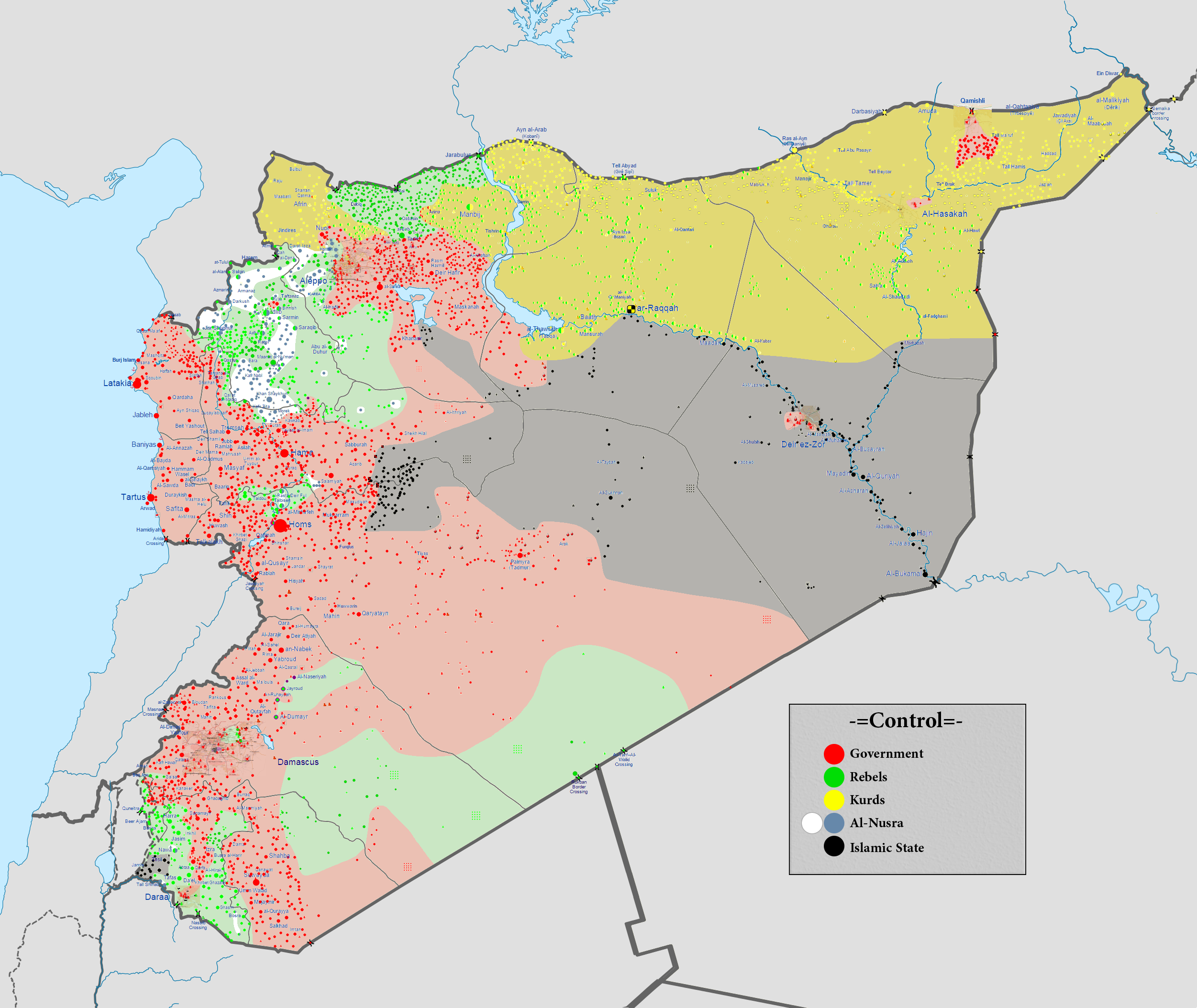
يستخدم متابعو الحرب، الأفراد والمنظمات، الكثير من المصادر المفتوحة لجمع وعرض المعلومات

بعبارة مختصرة، فهذه الطريقة لجمع المعلومات الاستخباراتية هي جمع وتحليل المعلومات من مصادر عامة ومفتوحة، ولها أهمية عند الباحثين الذين إما لا يمتلكون القدرة على الوصول إلى معلومات سريّة أو الوصول إلى معلومات تتطلب اشتراك مالي. ومن الجدير بالذكر، أن هذه الاستخبارات لا تقتصر فقط على موظفي الدوائر الاستخباراتية الحكومية، بل تشمل الأفراد الذين يفعلون ذلك من باب الهواية أو لبناء القدرات والمهارات التي ستفيدهم بحال قدموا لوظيفة لدى أجهزة الاستخبارات مثلاً.
وقد توسع استخدام استخبارات المصادر المفتوحة في السنوات الأخيرة ليشمل أيضا الأمن السيبراني، والتحقيقات الرقمية، وتحليل النزاعات المالية وكشف الإحتيال. فعلى سبيل المثال، وثقت دراسة منشورة عام 2025 كيفية استخدام تقنيات OSINT لكشف عملية احتيال على منصة مالية عالمية، ما ساعد على كسب نزاع رسمي باستخدام أدلة من مصادر مفتوحة.

## تاريخ استخبارات المصادر المفتوحة

شعار لجنة 11 سبتمبر

وُثِّقَت ممارسات استخبارات المصادر المفتوحة في الولايات المتحدة منذ منتصف القرن التاسع عشر في الولايات المتحدة وأوائل القرن العشرين في المملكة المتحدة.
وتعود جذور استخبارات المصادر المفتوحة في الولايات المتحدة إلى إنشاء دائرة مراقبة البث الإذاعي الأجنبي في عام 1941، وهي وكالة مسؤولة عن مراقبة البث الإذاعي الأجنبي. وكان أحد الأمثلة على عملها هو الربط بين التغيرات في أسعار البرتقال في باريس وبين التفجيرات الناجحة لجسور السكك الحديدية خلال الحرب العالمية الثانية.
ذكرت لجنة أسبن براون في عام 1996 أن وصول الولايات المتحدة إلى المصادر المفتوحة كان "ناقصًا بشدة" وأن هذا الأمر يجب أن يكون "أولوية قصوى" لكل من التمويل واهتمام وزارة الدفاع الأمريكية.
في يوليو 2004، في أعقاب هجمات 11 سبتمبر، أوصت لجنة 11 سبتمبر بإنشاء وكالة استخبارات مفتوحة المصدر. وفي آذار/مارس 2005، أوصت لجنة الاستخبارات العراقية بإنشاء مديرية للمصادر المفتوحة في وكالة الاستخبارات المركزية.

## أهم مصادر استخبارات المصادر المفتوحة
يمكن إجمال مصادر المعلومات مفتوحة المصدر بما يلي:
- الإعلام: الإعلام المطبوع (الصحف والمجلات والنشرات الدورية والمواقع الاخبارية) والتلفزيون والإذاعة.
- محركات البحث: بأنواعها مثل البحوث المتخصصة العمودية مثل شودن والتقليدية مثل جوجل و بينغ.[8]
- الشبكة العالمية: المواقع الالكترونية المتاحة للجميع، والمدونات، والمنتديات، وشبكات التواصل الاجتماعي[9] (يوتيوب، تويتر، فيسبوك) وكذلك البرامج المفتوحة للعامة كخرائط جووجل وويكيمابيا. ويمكن لأي شيء على الشبكة العالمية أن يكون مصدر للاستخبارات، حتى الصورة الذاتية «السيلفي».[10]
- البيانات الحكومية العامة: وهي البيانات والمعلومات التي تنشرها الحكومات للعامة سواءاً كانت سريّة قبل ذلك أو غير سرية (كبيانات الموازنة أو المؤتمرات أو الخُطَب وسجلات القضايا وسجلات تسجيل الشركات).
- الأدلة الإلكترونية: مثل دليل الشركات ودليل الهاتف وسجل الأسماء[8]
- الإنترنت المظلم: يمكن أيضا اعتبار الملفات والبيانات المنشورة في الإنترنت المظلم من ضمن مصادر المعلومات مفتوحة المصدر.[8]
- المواد الدعائية: كالصور الدعائية، والبيانات والمنشورات التجارية من شركات وأعمال تجارية.
- الأدبيات المحدودة التداول، بالإنجليزية Grey Literature، وهو مصطلح عام يطلق على المنشورات التي تصدرها مؤسسات للتداول الداخلي أو لإعضائها (ما تنشره المنظمات غير الحكومية أو أبحاث ودراسات جامعة ما تتيحها لمن يتبعها أو يشترك بخدماتها).
- المعلومات التقنية: عنوان IP، أنواع الأجهزة، البصمات الرقمية، معلومات المواقع الإلكترونية، معلومات الصور.[8]